# Seriaster regularis
Genre
Espèce
Seriaster regularis est une espèce d'étoiles de mer de la famille des Asterinidae (anciennement classée comme Solasteridae), la seule espèce du genre Seriaster.

## Description
Seriaster regularis est une étoile de couleur rouge à orangée, caractérisée par des touffes de pseudopaxilles blanches disposées de manière régulière. 

## Habitat et répartition
Cette étoile assez discrète se rencontre occasionnellement en Nouvelle-Calédonie, Philippines et région indonésienne, entre 20 et 65 m de profondeur.

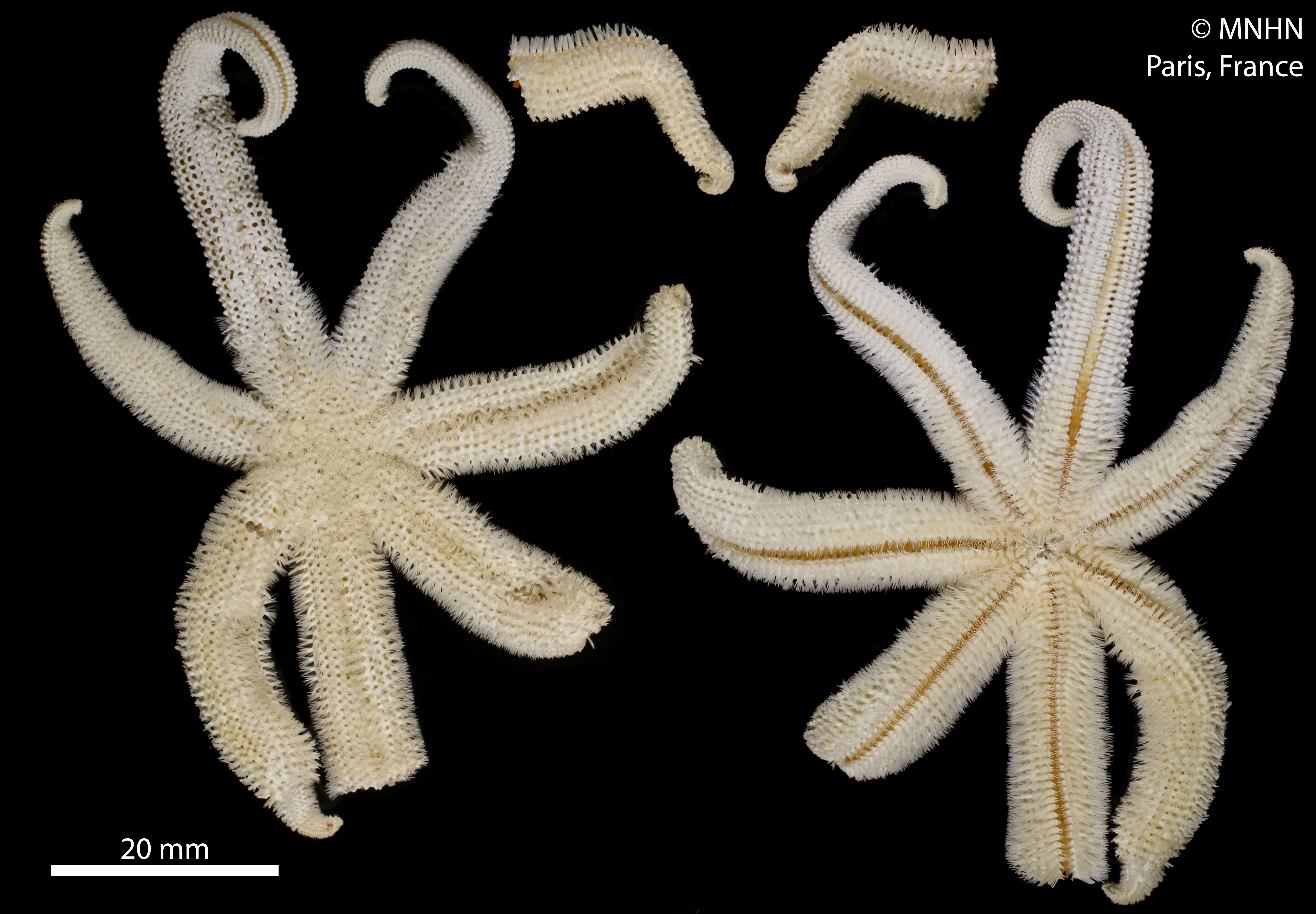
Holotype (MNHN)